# Ondřej Kolář (politik)
Ondřej Kolář (* 13. března 1984 Praha) je český politik a právník, od července 2024 poslanec Evropského parlamentu, v letech 2021 až 2024 poslanec Poslanecké sněmovny PČR, v letech 2014 až 2022 starosta městské části Praha 6, člen TOP 09.

## Životopis
Pochází z rodiny českého diplomata Petra Koláře. V mládí žil v Norsku, Švédsku a Irsku. Po návratu do České republiky studoval mediální studia na Fakultě sociálních věd Univerzity Karlovy a práva na Západočeské univerzitě v Plzni. Absolvoval také International Legal Studies Program na American University, Washington College of Law ve Washingtonu, D.C. a jeden rok studia germanistiky na Trinity College v irském Dublinu.
Nejprve pracoval na University of New York in Prague a poté ve společnosti ČEZ. V roce 2011 začal pracovat jako tajemník předsedy TOP 09 a tehdejšího ministra zahraničí Karla Schwarzenberga. V roce 2013 se stal předsedou regionální organizace TOP 09 Praha 6, v této funkci ho vystřídal Jan Chabr. V říjnu 2014 dovedl TOP 09 k vítězství v komunálních volbách a v listopadu 2014 byl zvolen starostou Prahy 6.
V roce 2016 se ostře ohradil proti návštěvě čínského prezidenta Si Ťin-pchinga v Praze a způsobu, jakým mu podle jeho vyjádření čelní představitelé České republiky „skákali šipky do trenek“. V dubnu 2017 radnice Prahy 6 zaplatila 50 000 korun za rozhovor Koláře v pánském časopise Playboy, což neuniklo zájmu médií. Situace byla vysvětlena pochybením zaměstnance radnice. Kolář následně celou kauzu ukončil tím, že uhradil Praze 6 částku za článek.
Podle průzkumu Phoenix Research byl Ondřej Kolář v roce 2017 druhým nejoblíbenějším pražským starostou.

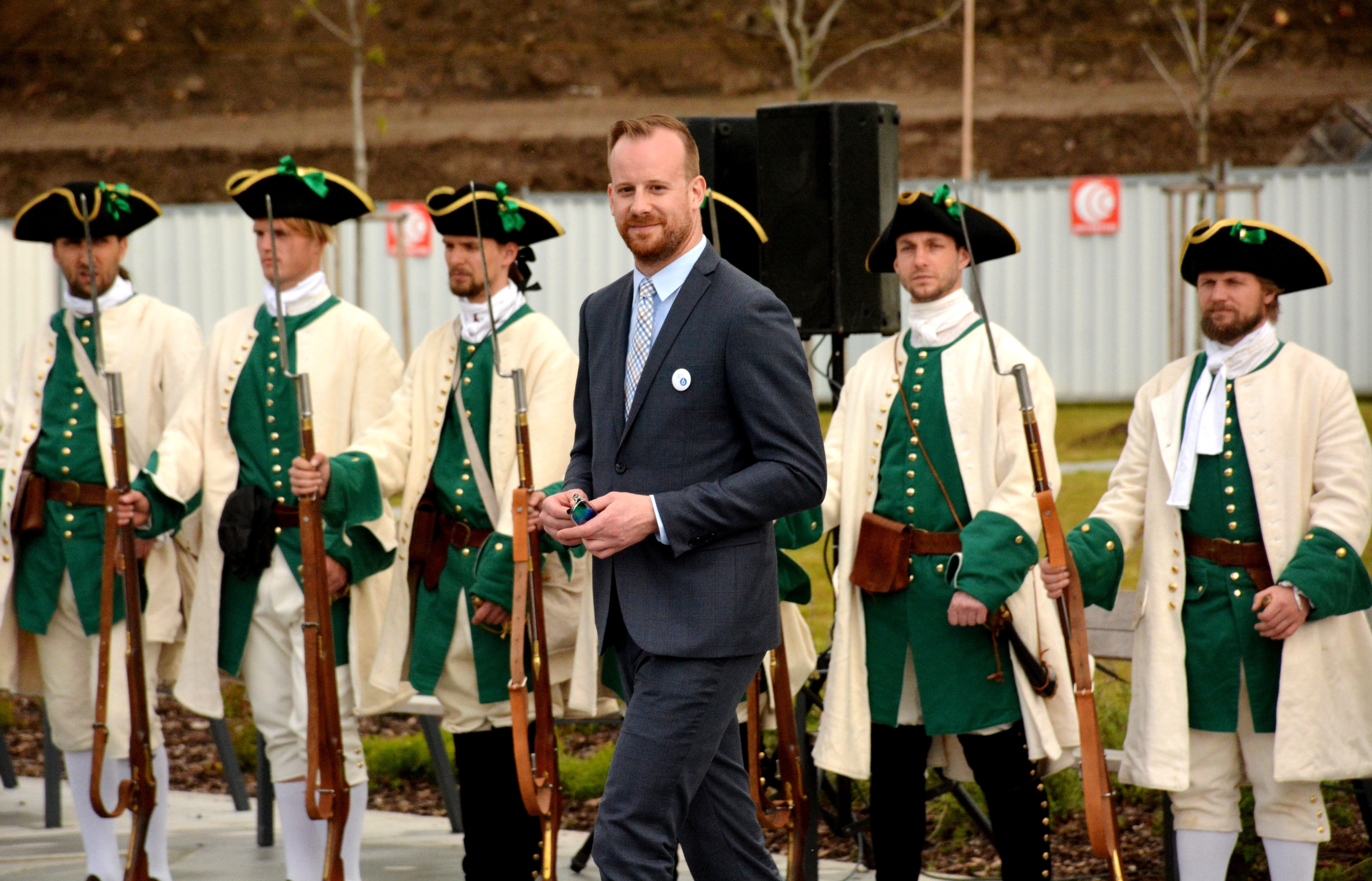
Kolář při slavnostním položení základního kamene pomníku Marie Terezie v Praze 6 na Prašném mostě (2017)

Dne 13. května 2017 byl přítomen odhalení základního kamene budoucího pomníku Marie Terezie z vládnoucí dynastie Habsburků v pražském parku u Prašného mostu na Hradčanech. V proslovu uvedl, že „Marie Terezie je jediná žena, která kdy usedla na český trůn, a proto si takový monument zaslouží.“ Zakázka na sochu Marie Terezie, kterou si objednala Praha 6, vyšla na téměř čtyři miliony korun.
Dne 18. dubna 2018 podal trestní oznámení sám na sebe. Kolář k tomu uvedl: „Hned, co jsme v roce 2016 schválili v zastupitelstvu ukončení nevýhodné smlouvy, kterou Praha 6 pronajímala Polikliniku Pod Marjánkou soukromníkovi, tak se na nás snesla kritika, že výpověď byla špatně provedena, že jsme neoprávněně vyplatili odstupné, které ale bylo spočítané důkladným auditem Ernst & Young, a podobně.“
Veřejný zájem vyvolala i jeho iniciativa doplnit k pomníku sovětského maršála Koněva na Praze 6 informační tabuli, která má kromě zásluh na osvobození velké části Čech od německé okupace připomenout také jeho podíl na potlačení maďarského povstání v roce 1956 a na jeho údajnou záštitu zpravodajského průzkumu pro invazi Varšavského paktu do Československa v roce 1968. Proti desce se ohradili velvyslanci Ruska, Běloruska, Arménie, Ázerbájdžánu a Kazachstánu. Podle ruského velvyslanectví v Praze se Koněv nepodílel na invazi v roce 1968 a kvůli svému věku řídicí činnost v ozbrojených silách SSSR již dříve opustil.
V srpnu 2019 prohlásil, že má pochopení pro vandaly, kteří pomalovali a polili rudou barvou pomník maršála Koněva v Praze, a nenechá sochu očistit. Kolář prohlásil, že za pokusem o očištění rudé barvy a vandalského nápisu z pomníku „budou nějací ruští trollové, kteří vyslyšeli volání ruské ambasády.“ V září 2019 rozhodlo zastupitelstvo Prahy 6 o odstranění sochy, která byla 3. dubna 2020 z podstavce sejmuta a odvezena do depozitáře.
V listopadu 2019 byl zvolen členem předsednictva TOP 09. Funkci zastával až do listopadu 2023.
Ve volbách do Poslanecké sněmovny PČR v roce 2021 kandidoval z pozice člena TOP 09 na 4. místě kandidátky koalice SPOLU (tj. ODS, KDU-ČSL a TOP 09) v Praze. Vlivem 27 259 preferenčních hlasů skončil nakonec pátý a stal se poslancem.
V komunálních volbách v roce 2022 kandidoval do zastupitelstva Prahy 6 z 3. místa kandidátky TOP 09. Vlivem preferenčních hlasů však skončil první, a obhájil tak mandát zastupitele městské části, post starosty však již neobhajoval. Novým starostou Prahy 6 byl 24. října 2022 zvolen Jakub Stárek z ODS. Kolář v zastupitelstvu Prahy 6 působil jako opoziční zastupitel, v listopadu 2023 však na mandát rezignoval.
V květnu 2024 navrhl, aby Česko vracelo zpět na Ukrajinu bojeschopné Ukrajince žijící v Česku, kteří v Česku získali dočasnou ochranu, protože Ukrajina trpí nedostatkem mužů na frontě. Jeho návrh odmítl ministr zahraničí Jan Lipavský, který upozornil, že to Česku nedovolují mezinárodní úmluvy.
Kritizoval Mezinárodní trestní soud (ICC) v Haagu za návrh vydat zatykač na izraelského premiéra Benjamina Netanjahua kvůli obvinění z válečných zločinů a zločinů proti lidskosti během války v Pásmu Gazy.
Ve volbách do Evropského parlamentu v červnu 2024 kandidoval jako člen TOP 09 na 6. místě kandidátky koalice SPOLU (tj. ODS, KDU-ČSL a TOP 09). Získal 31 623 preferenčních hlasů a stal se europoslancem. Dne 14. června 2024 rezignoval na mandát poslance Poslanecké sněmovny PČR, nahradil jej stranický kolega Martin Dlouhý. V Evropském parlamentu je členem Výboru pro zahraniční věci (AFET).

## Kontroverze
Přestože Kolář před volbami tvrdil, že zastupitelstvo Městské části Praha 6 využívá „hlavně naše interní právníky a pomoc zvenčí potřebujeme jen výjimečně“, tak advokátní kancelář Petra Kubíčka, který je Kolářův bývalý spolužák z Právnické fakulty v Plzni, zpracovala k srpnu 2019 pro Prahu 6 celkem 12 právních stanovisek v celkové hodnotě 844 035 korun. Právní analýzy, které pro Prahu 6 tvořilo několik bývalých Kolářových spolužáků, byly podle dotázaných právníků předražené. Deník Aktuálně.cz v březnu 2020 zjistil, že za dva právní posudky, které jsou z naprosté většiny plagiátem, získala advokátní kancelář Petra Kubíčka od Prahy 6 téměř 340 000 korun. Aktuálně.cz dále zjistil, že Kubíčkova analýza vznikla téměř dva měsíce před oficiální objednávkou ze strany radnice. Starosta Kolář se k tomuto zjištění odmítl vyjádřit. Několik lidí z řad veřejnosti požádalo o přístup k právní analýze na základě zákona č. 106/1999 Sb., o svobodném přístupu k informacím, ale Městská část Praha 6 celkem čtyřikrát odmítla Kubíčkovu analýzu zveřejnit.
Kolář se snažil na opozičním zastupiteli Jiřím Hoskovci soudně vymoci smazání facebookového komentáře, ve kterém stojí že, „Ondřej Kolář vyvedl lukrativní městské pozemky skrze firmu SNEO, ze které odstranil všechny své oponenty, na Kypr.“ Předseda zastupitelského klubu Pirátů na Praze 6 Ondřej Chrást požadoval v prosinci 2019 Kolářovu rezignaci, protože Kolář se údajně chová „jako ruský gubernátor“ a zastrašuje opozici.
V březnu 2024 v rozhovoru pro CNN Prima News označil bývalého ministra zahraničí Lubomíra Zaorálka vulgárními výrazy. Zaorálek po něm posléze požadoval omluvu.